# Rupes Toscanelli

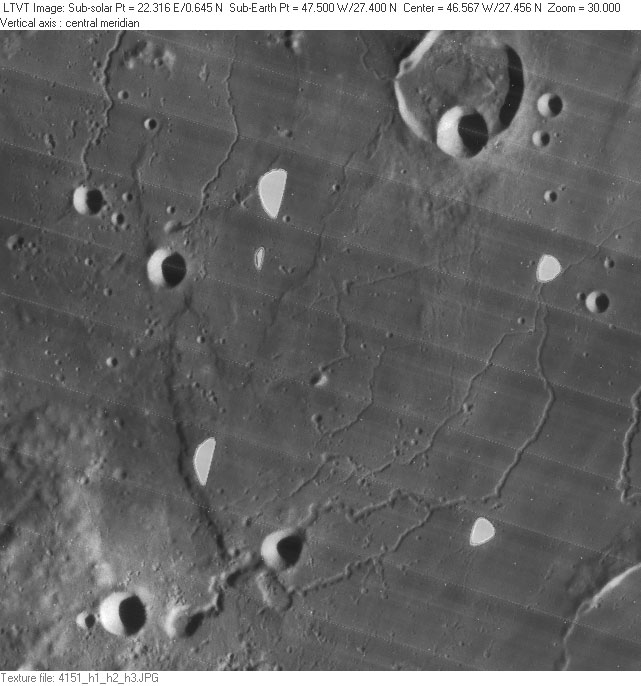
Zlom Rupes Toscanelli (v levé části snímku).

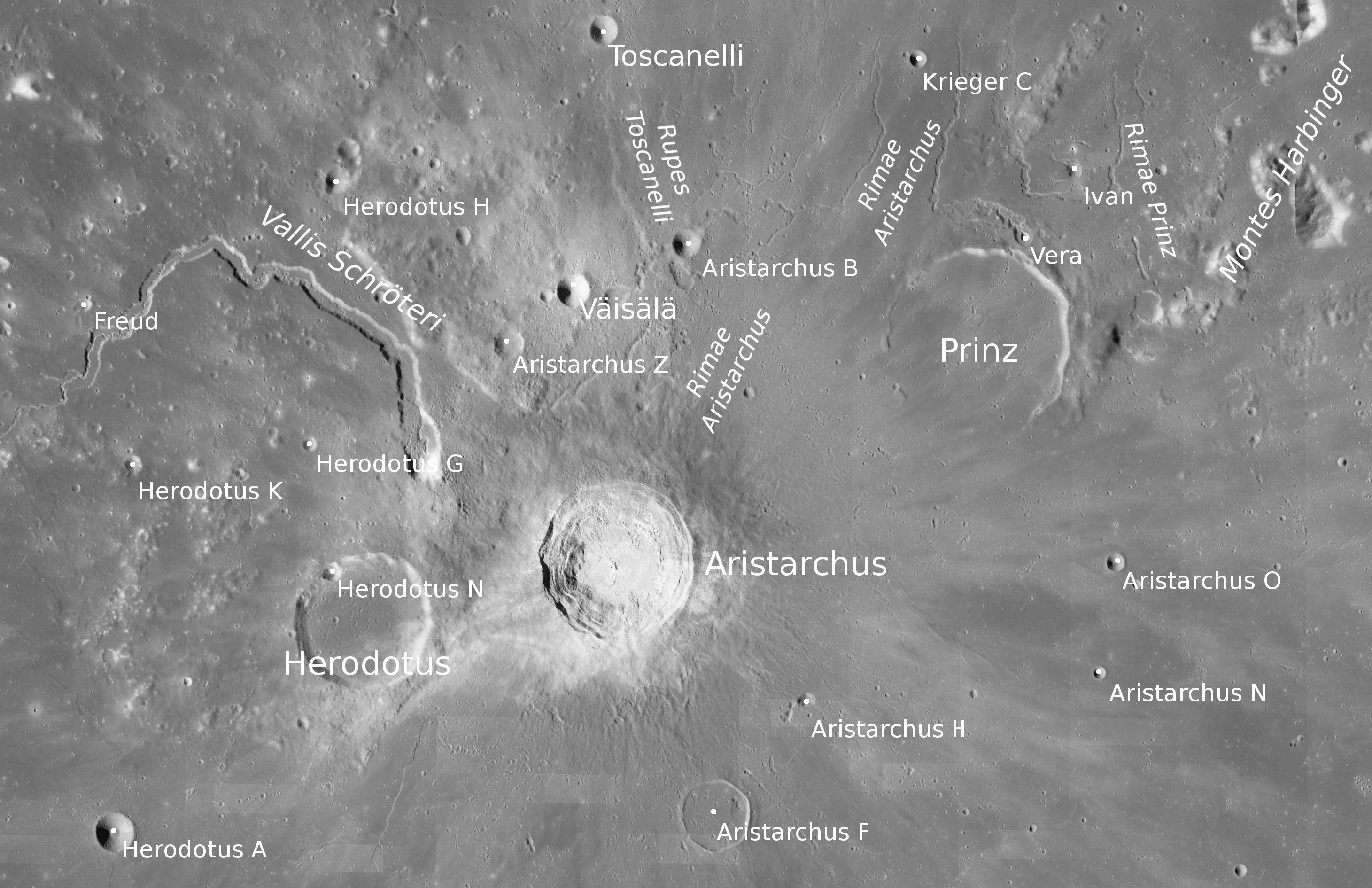
Poloha zlomu Rupes Toscanelli.

Rupes Toscanelli je měsíční zlom táhnoucí se jižně od kráteru Toscanelli (podle něhož získal své jméno) směrem ke kráteru Aristarchus B v měsíčním Oceánu bouří (Oceanus Procellarum) na přivrácené straně Měsíce. Poblíž jižního okraje se nachází malý kráter Väisälä, jižněji výrazný kráter Aristarchus. Rupes Toscanelli měří cca 70 km. Jeho střední selenografické souřadnice jsou 27,0° S, 47,5° Z.